# Landesschüler*innenvertretung Rheinland-Pfalz

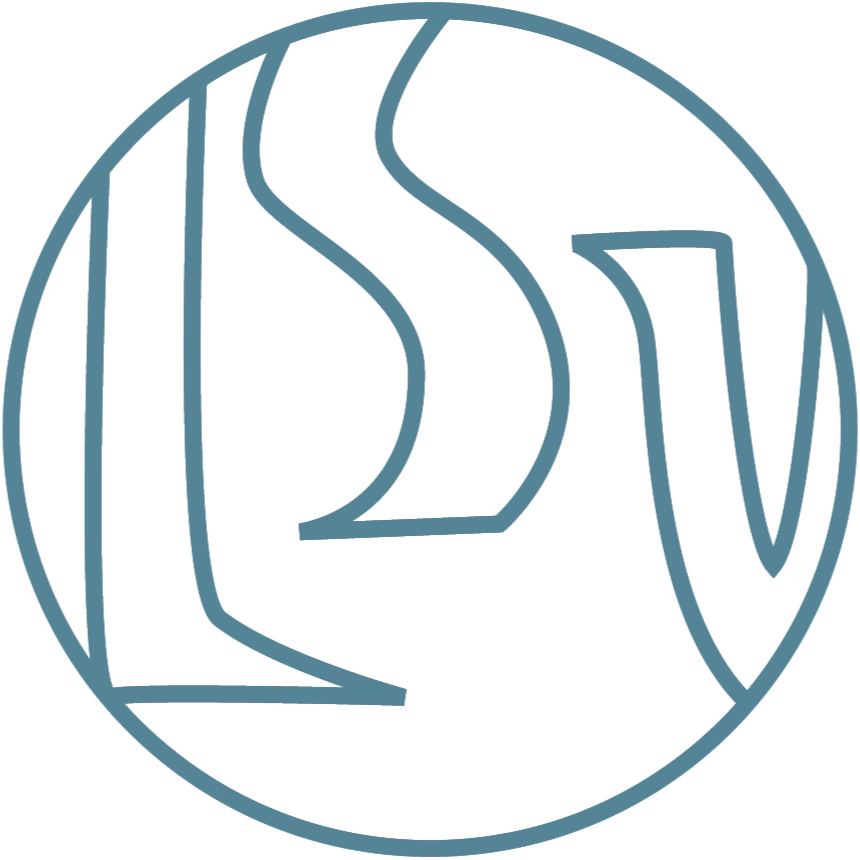
Logo der Landesschüler*innenvertretung Rheinland-Pfalz

Die Landesschüler*innenvertretung Rheinland-Pfalz (kurz LSV Rheinland-Pfalz, bis 2019 LandesschülerInnenvertretung Rheinland-Pfalz) ist die demokratisch legitimierte, landesweite Vertretung von ungefähr 400.000 Schülern in Rheinland-Pfalz.

## Aufgaben
Zu den Hauptaufgaben der LSV gehören die regelmäßige Vernetzung der Zusammenarbeit von regionalen Zusammenschlüssen der Vertretungen für Schüler (kurz: SVen) sowie die Interessenvertretung von Schülern gegenüber dem jeweiligen Schul- oder Bildungsministerium (Kultusministerium), den im Landtag vertretenen Parteien und anderen Organisationen.

## Struktur
Die LSV Rheinland-Pfalz ist die landesweite Vertretung aller Schüler in Rheinland-Pfalz, die eine weiterführende Schule mit Sekundarstufe I oder II besuchen.
Das höchste beschlussfassende Gremium der LSV Rheinland-Pfalz stellt die Landesschüler*innenkonferenz (LSK) dar, zu der Delegierte aus allen Kreisen und Städten in Rheinland-Pfalz kommen.
Das höchste beschlussfassende Gremium zwischen den Konferenzen ist der mit dem Schulgesetz vom 1. August 2014 eingeführte Landesrat. er besteht aus den Vertretern der 36 Landkreise und kreisfreie Städte in Rheinland-Pfalz.
Die LSV Rheinland-Pfalz trat am 3. Mai 2014 der Bundesschülerkonferenz bei, am 25. Juni 2018 folgend auf einen Beschluss der Landesschüler*innenkonferenz vom 5. Mai 2018 allerdings wieder aus dieser aus. Am 3. Dezember 2024, also mehr als sechs Jahre später, trat die LSV Rheinland-Pfalz der BSK wieder bei. Vorangegangen war eine Debatte auf der im November 2024 stattgefundenen Landesschüler*innenkonferenz in Trier, die die Zielsetzung des Beitritts als Folge hatte. Grundlage für den Wiederbeitritt war unter anderem, dass die BSK das als undemokratisch kritisierte Konsensprinzip abschaffte.

## Vorstand
Der Landesvorstand (LaVo) ist das ausführende Organ der LSV. Er wird einmal jährlich von der Landesschüler*innenkonferenz (LSK) gewählt und setzt deren Beschlüsse, insbesondere das Arbeitsprogramm für die jeweilige Amtszeit, um. Der LaVo besteht aus bis zu 16 gleichberechtigten Mitgliedern, die etwa monatlich zu Landesvorstandssitzungen zusammenkommen. Der Vorstand unterteilt sich eigenständig in verschiedene Referate. So ist bspw. das Pressereferat für die mediale, das Bundesreferat für die bundesweite und das Außenreferat für die landesweite Vertretung von Forderungen und Positionen zuständig. Das Gremienreferat kümmert sich um die Organisation innerhalb der LSV und um Veranstaltungen. Für den direkten Kontakt und Anfragen von Schülern zuständig ist das Basisreferat.

## Öffentlichkeitsarbeit
Das Pressereferat soll die LSV in der Öffentlichkeit präsentieren und ihre Positionen zu aktuellen politischen Debatten vermittelt. Dazu gehört zum Beispiel die regelmäßige Veröffentlichung von Pressemitteilungen, in denen die LSV auf aktuelle Ereignisse eingeht. Während der Corona-Pandemie war die Vertretung deutschlandweit die aktivste LSV, welche immer konkrete, teils auch extreme, Forderungen und Positionen stellte und vertrat. So forderte die LSV im Februar 2022 eine Impfpflicht ab 12 Jahren und bezeichnete den Wegfall der Maske im Schulunterricht als "faktische Durchseuchung". Kürzlich zurückliegende Pressemitteilungen behandeln die Abschaffung von Hausaufgaben im Kontext von künstlicher Intelligenz, vorgezogenen Abitur oder die Rückschlüsse aus dem Deutschen Schulbarometer, wie auch zur Situation im Ahrtal. Zudem organisiert das Pressereferat auch eigene Veranstaltungen, wie zum Beispiel Podiumsdiskussionen.

## Geschichte
Die LSV in Rheinland-Pfalz existiert in ihrer jetzigen Form seit 1989. Auch vor der Gründung im Jahr 1989 formierten sich Schüler in Rheinland-Pfalz bereits landesweit, jedoch unter anderen Strukturen. So war die frühere Ministerin für Bildung, Wissenschaft, Jugend und Kultur in Rheinland-Pfalz, Doris Ahnen, 1984 Landesschulsprecherin. Seit 1989 gibt es keine Landesschulsprecher mehr in Rheinland-Pfalz; stattdessen sind die bis zu 16 Mitglieder des Landesvorstands gleichberechtigt und besetzen verschiedene Ressorts wie Presse- und Öffentlichkeitsarbeit.
Die LSV vertritt seit 2007 die Interessen aller weiterführenden Schulen und deren Schüler.
Bis 2007 wurden von der LSV nur Gymnasien und Gesamtschulen vertreten. Am 17. Dezember 2007 hat die LSV auf ihrer 43. LSK im Landtag eine neue Satzung verabschiedet, die auch die Vertretung von Haupt- und Realschulen sowie Berufs- und Förderschulen vorsieht. Die Satzung sieht zudem eine komplette Strukturveränderung vor. So wurden die vorher existierenden regionalen Arbeitskreise aufgelöst und durch die Kreis- und Stadtschülervertretungen ersetzt.
Diese Struktur trat nach einer Schulgesetzänderung zum Schuljahr 2009/10 in Kraft.
Die LSV hat in der Vergangenheit auch verschiedene größere Veranstaltungen durchgeführt, um die Partizipation von Schülern zu ermöglichen, beispielsweise jährliche Sommercamps seit 1997 (bis 2015), sowie den Großkongress RiSiKo (Rheinland-Pfälzischer SchülerInnenkongress), bei welchem 400 Schüler verschiedenster Schularten im Jahre 2007 vertreten waren. Eine Neuauflage des erfolgreichen Projekts fand 2009 in Koblenz statt.

## Positionen
Die Landesschüler*innenvertretung Rheinland-Pfalz setzt sich laut ihres Grundsatzprogramms für einen grundlegenden Schulstrukturwandel ein. Sie fordert die Abschaffung des dreigliedrigen Schulsystems und die Einführung einer Schule für alle. Noten- und andere Bewertungssysteme werden äußerst kritisch gesehen, stattdessen sollen schriftliche Evaluationen den Schülern ein Feedback geben. Die Demokratisierung des Schulsystems steht im Vordergrund des LSV-Grundsatzprogramms. Darunter fallen die Stärkung der Vertretungen der Schüler an den Schulen und die Einführung von Schulparlamenten und Klassenparlamenten (siehe Klassenrat). Diese Forderungen wurden zuletzt 2014 im Rahmen einer Anhörung zur Novellierung des rheinland-pfälzischen Schulgesetzes eingebracht.
Darüber hinaus engagiert sich die LSV auch für die Gleichberechtigung von Frau und Mann, wobei die bestehende Geschlechterdifferenz sozialisationsbedingt und zu überwinden sei. Sie unterstützt und entwirft Programme gegen Rechtsextremismus und fordert die Abschaffung einer Wahlaltergrenze. Sie sprach sich auch für die Legalisierung von Cannabis aus.
Durch die Forderung eines allgemeinpolitischen Mandats will die LSV Rheinland-Pfalz auch in allen möglichen politischen Belangen ihre Meinung äußern dürfen.

## Förderverein
Seit Oktober 2010, neu gegründet 2016, wird die LSV Rheinland-Pfalz durch einen Förderverein unterstützt. Der Sitz des Fördervereins ist in Mainz.